# Eurylemma
Eurylemma is een kevergeslacht uit de familie van de boktorren (Cerambycidae). De wetenschappelijke naam van het geslacht werd voor het eerst geldig gepubliceerd in 1974 door Chemsak & Linsley.

## Soorten
Eurylemma is monotypisch en omvat slechts de volgende soort:
- Eurylemma auricollis Chemsak & Linsley, 1974